# Salim Halali
Salim Halali, músico de origen argelino cantante, intérprete de Oud, derbake y de violín. Salim Halali (en árabe: سليم الهلالي, otras formas de escribir su nombre: Salim Hilali, Shlomo Hilali) nació el 30 de julio de 1920 en Bône (Annaba), Argelia, en lo que era entonces el imperio turco otomano, dentro de una familia de músicos judíos originarios de Souk Ahras. Su padre era de origen turco, y su madre era una judía bereber.

## Vida
A los 14 años viajó a Marsella. En 1937, para la Exposición Universal, fue a París para debutar como cantante de estilo español. En París se encontró con el actor, cantante y compositor Mohamed Kamal, uno de los primeros argelinos en modernizar su música tradicional. Kamal compuso las primeras canciones con las que hasta el día de hoy se puede identificar a Salim Halali: Andaloussia, Ezzine risas, Arja lebladek, etc.
En 1940, bajo la ocupación alemana, escapó de la deportación racial con la ayuda de Benghabrit Kaddour, ministro plenipotenciario en Marruecos (dependiente de la Francia ocupada de Vichy). Kaddour emitió un certificado de conversión al islam a nombre del padre de Salim, e hizo grabar su nombre en una tumba abandonada del cementerio musulmán de Bobigny.
Vivió en París hasta después de terminada la guerra, y en 1947 fundó el cabaret oriental "Folies Ismailia", entre cuyos comensales llegó a contarse el Rey Farouk de Egipto, y donde se presentaron artistaas de la talla de Mohammed Abdel Wahab y Oum Kalthoum.
En 1949 se trasladó a vivir a Casablanca, Marruecos, y adoptó para sus presentaciones al salón "Coq d'Or" (el gallo de oro). En esta época comenzó a explorar en su mezcla cultural judeo-árabe, como lo evoca Mohamed Maradji en su libro "Salam Shalom", publicado en 1970. Un ejemplo de esta exploración es el guiño que, desde la interpretación tradicional de la música árabe, hace al judaísmo de Europa oriental, interpretando la canción A yidishe mame (una madre judía).
En 1970 adquirió unos estudios de grabación en Francia, los remozó y dedicó a producir a músicos árabes.
En Marruecos se le sigue recordando con mucha cercanía. Se le recuerda por su gran generosidad; se cuenta que diariamente regalaba una oveja entera para alimentar a los pobresen Eid el Kebir. Donó la totalidad de los derechos de muchas de sus canciones a la beneficencia.
Su pasión y ocupación una vez retirado fue el trabajo de anticuario.
Halali era abiertamente homosexual.
Falleció a principios de julio de 2005, en Vallouris, cerca de Niza, Francia.